# اسپوتنیک ۱۶۲۶۰
سیارک ۱۶۲۶۰ (به انگلیسی: 16260 Sputnik، نامگذاری:2000JO15) شانزده هزار و دویست و شصتمین سیارک کشف شده‌است که در ۹ مه ۲۰۰۰ کشف شد.
قدر مطلق سیارک برابر ۱۴٫۲۰ است.